# 毛达恂
毛达恂（1906年—1959年），男，湖南长沙人，中华人民共和国政治人物。

## 生平
毛达恂是湖南省长沙县五美石子塘人。早年求学于湖南省立第一师范学校。后担任中共长沙市委组织部长、市委书记。1941年，任湘北特委书记。1946年，担任大连市副市长；1949年，升任大连市人民政府市长。1951年，兼任中国大连港港长。1953年，回湖南养病，起用为湖南省委统战部副部长，后因病去世。